# Focolari della Carità
I Focolari della Carità (Foyers de Charité) sono comunità di uomini e donne cattolici che mettono in comune i loro beni e le loro competenze per testimoniare, attraverso il lavoro e la preghiera, "la bellezza della vita con Cristo".

## Storia e spiritualità
I Focolari della Carità, costituiti attualmente da 75 comunità presenti in 41 Paesi, sono stati fondati nel 1936 a Châteauneuf-de-Galaure dalla mistica cattolica francese Marthe Robin, con l'aiuto di padre Georges Finet, suo direttore spirituale. Ogni "focolare", guidato da un sacerdote, promuove un servizio di accoglienza, organizzando ritiri spirituali, in un clima di fraternità e di silenzio, per quanti desiderano sperimentare "un autentico incontro con Dio, nell'ascolto della Sua Parola e nell'esercizio della preghiera", confidando nell'aiuto della Vergine Maria.
Il 1º novembre 1986, i Focolari della Carità sono stati riconosciuti dal Pontificio consiglio per i laici come associazione internazionale di fedeli di diritto pontificio. Centro della collaborazione fra tutti i Foyers de Charité è il Foyer di Châteauneuf-de-Galaure, il cui sacerdote è responsabile dell'insieme dei Foyers sparsi nel mondo. I Focolari gestiscono inoltre case di accoglienza per ragazzi e per bambini, scuole, case per anziani, radio religiose locali, dispensari e mense per i poveri. Viene pubblicata la rivista bimestrale "L'alouette".

## Galleria d'immagini

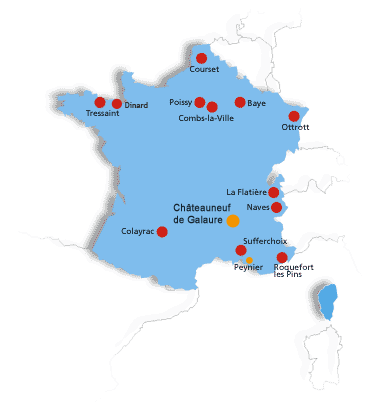
I focolari della Carità in Francia
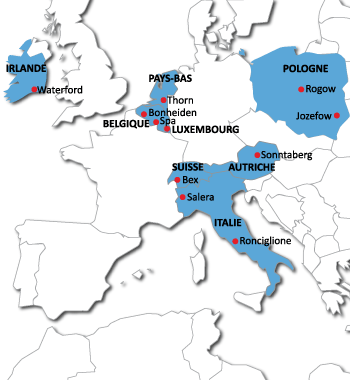
I focolari della Carità in Europa
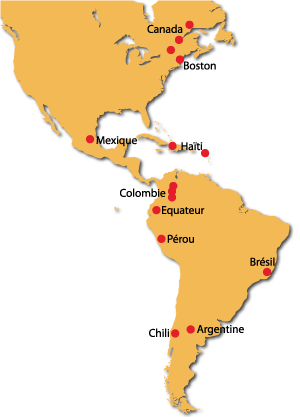
I focolari della Carità in America
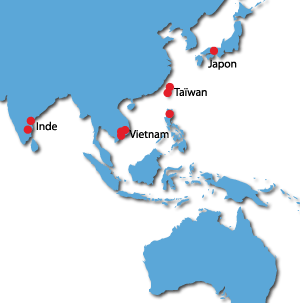
I focolari della Carità in Asia
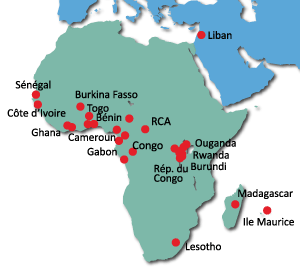
I focolari della Carità in Africa